# Boucader Diallo
Boucader Diallo (* 5. August 1981) ist ein ehemaliger malischer Fußballspieler. Er nahm mit der malischen Fußballnationalmannschaft an den Olympischen Sommerspielen 2004 in Athen teil.

## Karriere
Diallo begann seine Karriere bei Stade Malien. Er spielte mit der Mannschaft bei den U-17-Fußball-Weltmeisterschaft 2001 in Trinidad und Tobago und mit dem U-20 Team bei den Junioren-Fußballweltmeisterschaft 2003 in den Vereinigten Arabischen Emiraten.
Er war 2004 Mitglied der Malischen Fußballnationalmannschaft bei den Olympischen Sommerspielen. Das Team kam ins Viertelfinale, verlor aber gegen Italien und kam so auf Rang 5.
Im Dezember 2008 unterzeichnete er einen Vierjahresvertrag mit dem sudanesischen Verein al-Merreikh Omdurman.